# 메라크
큰곰자리 베타(β UMa) 또는 공식명칭 메라크(Merak)는 북반구 하늘의 극주위 별자리인 큰곰자리 방향에 있는 항성이다. 거문성(巨門星)이라고도 한다.
메라크의 겉보기등급은 +2.37로 맨눈으로 쉽게 볼 수 있다. 영어권 국가에서 이 별은 큰 국자(Big Dipper) 또는 쟁기(Plough) 별자리(동아시아에서는 북두칠성으로 부름)에서 '지시자 항성들' 중 하나로서 더 유명하다. 메라크에서 출발하는 가상의 직선을 근처 별 두베까지 이은 뒤 이를 연장하면 북극성 폴라리스가 나온다.

## 관측

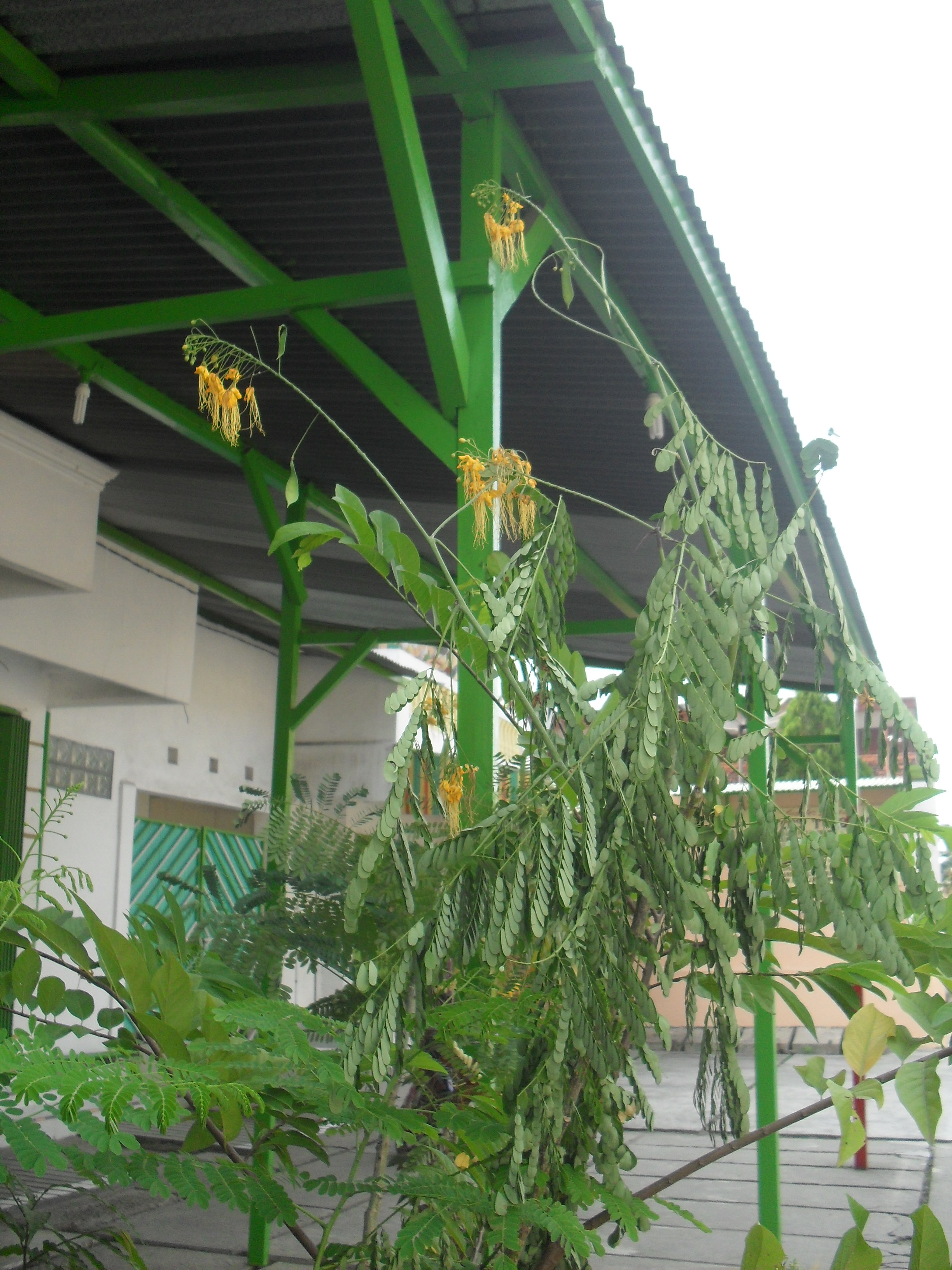
DSS2가 촬영한 메라크.

메라크는 천구 북반구에 위치한 항성으로 적위가 천구북극에 크게 치우쳐 있기에 북반구 거주자들이 관측하기에 적합하다. 북반구의 온난한 영역 대부분에서 메라크는 주극성으로 보이나 남반구에서는 온난한 영역 중 위도가 낮은 곳과 남회귀선 근처로 관측 가능 영역이 제한된다. 겉보기등급은 +2.34로 광공해의 영향을 어느 정도 받는 곳에서도 맨눈으로 볼 수 있다.
저녁 하늘에서 이 별을 가장 쉽게 관측할 수 있는 때는 2월부터 6월까지이다. 북반구에서는 별의 높은 고도 때문에 더 긴 시간 동안 볼 수 있지만 남반구에서는 가을에 해당되는 몇 달로 관측 기간이 제약된다.

## 특성
1943년 큰곰자리 베타는 A1 V형 항성의 분광표준별로 등재되었다. 이후 관측 도구의 수준이 향상되어 뜨거운 A 분광형 항성들이 광도분류상 준거성이 되었는지의 여부를 식별할 수 있게 되었다. 이에 따라 메라크는 분광형 A0 IV를 부여받았고 이후 분광형은 A1 IV로 개정되었다. 메라크는 특정 금속 원소들의 선이 비정상적으로 강하게 나타나는, 화학적으로 특이한 항성의 형태인 Am 별의 성격을 약하게 띠고 있는 것으로 간주된다.
연주시차 측정 자료에 기초하면 큰곰자리 베타는 지구로부터 약 79.7 광년 (24.4 파섹) 떨어져 있다. 베타는 준거성으로 중심핵에 있던 수소를 소진한 뒤 중심핵 바깥쪽 껍질에서 수소 열핵 반응을 통해 에너지를 생산하고 있다. 외포층의 유효온도는 대략 9225 켈빈으로 이 온도에서 메라크는 A형 항성의 전형적인 외관인 흰색 빛을 띤다. 메라크는 태양보다 거대한 별로 질량은 태양의 약 2.7 배, 반지름은 태양의 2.84 배이다. 만약 메라크를 태양과 같은 거리에서 바라본다면 태양보다 훨씬 밝아서 태양 광도의 약 68 배에 해당하는 에너지를 복사할 것이다.
메라크를 적외선으로 관측한 결과 적외선 초과 방출이 관측되었으며 이는 포말하우트나 베가 주변에서 발견되는 것과 매우 흡사한 별주위 먼지 원반 또는 별을 공전하는 먼지가 메라크 주변에 있음을 보여준다. 이 원반의 평균 온도는 120 켈빈으로 원반이 항성으로부터 47 천문단위 떨어져 있음을 보여준다. 이 먼지의 질량은 대략 지구의 0.27 %일 것으로 계산된다.
북두칠성의 일곱 별들 중, 헐거운 산개성단인 큰곰자리 운동성군에 속하는 구성원은 총 다섯으로 이들은 지구에서 보았을 때 가까이 모여 있는 것처럼 보인다. 성군의 나이는 대략 4억 ~ 6억 년 정도로 추정된다. 성군을 구성하는 별들은 같은 곳에서 태어난 뒤 우주 공간을 같은 움직임을 보이면서 이동하고 있으며 이를 통해 메라크의 나이도 측정할 수 있다. 메라크로부터 가까운 별로 큰곰자리 37(5.2 광년)과 큰곰자리 감마(11 광년) 둘을 들 수 있다.

## 명칭
큰곰자리 베타(β Ursae Majoris)는 이 별을 바이어 명명법에 의해 부른 명칭이다.
베타의 전통적 명칭 메라크 Merak는 아랍어 المراق ('알-마라크', 곰의 허리)에서 유래한 것이다. 2016년 국제천문연맹(IAU)은 항성들의 고유명칭을 목록화 및 표준화할 목적으로 산하에 항성명칭 워킹그룹(WGSN)을 결성했다. WGSN은 2016년 7월 첫 번째로 고유명칭 목록을 고시했으며 메라크가 여기에 포함되었다.
힌두교인들은 이 별을 사프타리쉬 중 하나인 '풀라하'로 불렀다.
동양권에서 큰곰자리 베타는 북두칠성의 구성원으로 베타별 하나만을 부르는 명칭은 북두2(北斗二), 천선(天璇)이다.

## 명칭 차용
USS 메라크 (1918)와 USS 메라크 (AF-21)는 둘 다 미국 해군의 함선이다.

## 같이 보기
- 항성 목록
- 겉보기등급 순 항성 목록
- 가까운 밝은 별 목록